# Brouennes
Brouennes és un municipi francès situat al departament del Mosa i a la regió del Gran Est. L'any 2007 tenia 169 habitants.

## Demografia

### Població
El 2007 la població de fet de Brouennes era de 169 persones. Hi havia 69 famílies, de les quals 22 eren unipersonals (13 homes vivint sols i 9 dones vivint soles), 17 parelles sense fills i 30 parelles amb fills.
La població ha evolucionat segons el següent gràfic:
Habitants censats

### Habitatges
El 2007 hi havia 93 habitatges, 71 eren l'habitatge principal de la família, 15 eren segones residències i 8 estaven desocupats. 90 eren cases i 3 eren apartaments. Dels 71 habitatges principals, 51 estaven ocupats pels seus propietaris, 13 estaven llogats i ocupats pels llogaters i 6 estaven cedits a títol gratuït; 2 tenien una cambra, 3 en tenien dues, 4 en tenien tres, 17 en tenien quatre i 44 en tenien cinc o més. 58 habitatges disposaven pel capbaix d'una plaça de pàrquing. A 32 habitatges hi havia un automòbil i a 34 n'hi havia dos o més.

### Piràmide de població
La piràmide de població per edats i sexe el 2009 era:
| Homes | Edats   | Dones |
| ----- | ------- | ----- |
| 0     | 95 o +  | 0     |
| 0     | 90 a 94 | 0     |
| 8     | 85 a 89 | 4     |
| 0     | 80 a 84 | 4     |
| 4     | 75 a 79 | 4     |
| 4     | 70 a 74 | 8     |
| 0     | 65 a 69 | 4     |
| 8     | 60 a 64 | 0     |
| 0     | 55 a 59 | 0     |
| 4     | 50 a 54 | 8     |
| 4     | 45 a 49 | 0     |
| 0     | 40 a 44 | 4     |
| 4     | 35 a 39 | 4     |
| 16    | 30 a 34 | 4     |
| 4     | 25 a 29 | 8     |
| 0     | 20 a 24 | 0     |
| 0     | 15 a 19 | 16    |
| 8     | 10 a 14 | 0     |
| 4     | 5 a 9   | 0     |
| 4     | 0 a 4   | 4     |

## Economia
El 2007 la població en edat de treballar era de 106 persones, 78 eren actives i 28 eren inactives. De les 78 persones actives 70 estaven ocupades (39 homes i 31 dones) i 8 estaven aturades (2 homes i 6 dones). De les 28 persones inactives 11 estaven jubilades, 5 estaven estudiant i 12 estaven classificades com a «altres inactius».

### Ingressos
El 2009 a Brouennes hi havia 62 unitats fiscals que integraven 155 persones, la mediana anual d'ingressos fiscals per persona era de 16.632 €.

### Activitats econòmiques
Dels 3 establiments que hi havia el 2007, 1 era d'una empresa de construcció, 1 d'una empresa financera i 1 d'una empresa classificada com a «altres activitats de serveis».
L'únic servei als particulars que hi havia el 2009 era un guixaire pintor.
L'any 2000 a Brouennes hi havia 9 explotacions agrícoles que ocupaven un total de 714 hectàrees.

## Poblacions més properes
El següent diagrama mostra les poblacions més properes.